# Jacques Wirion

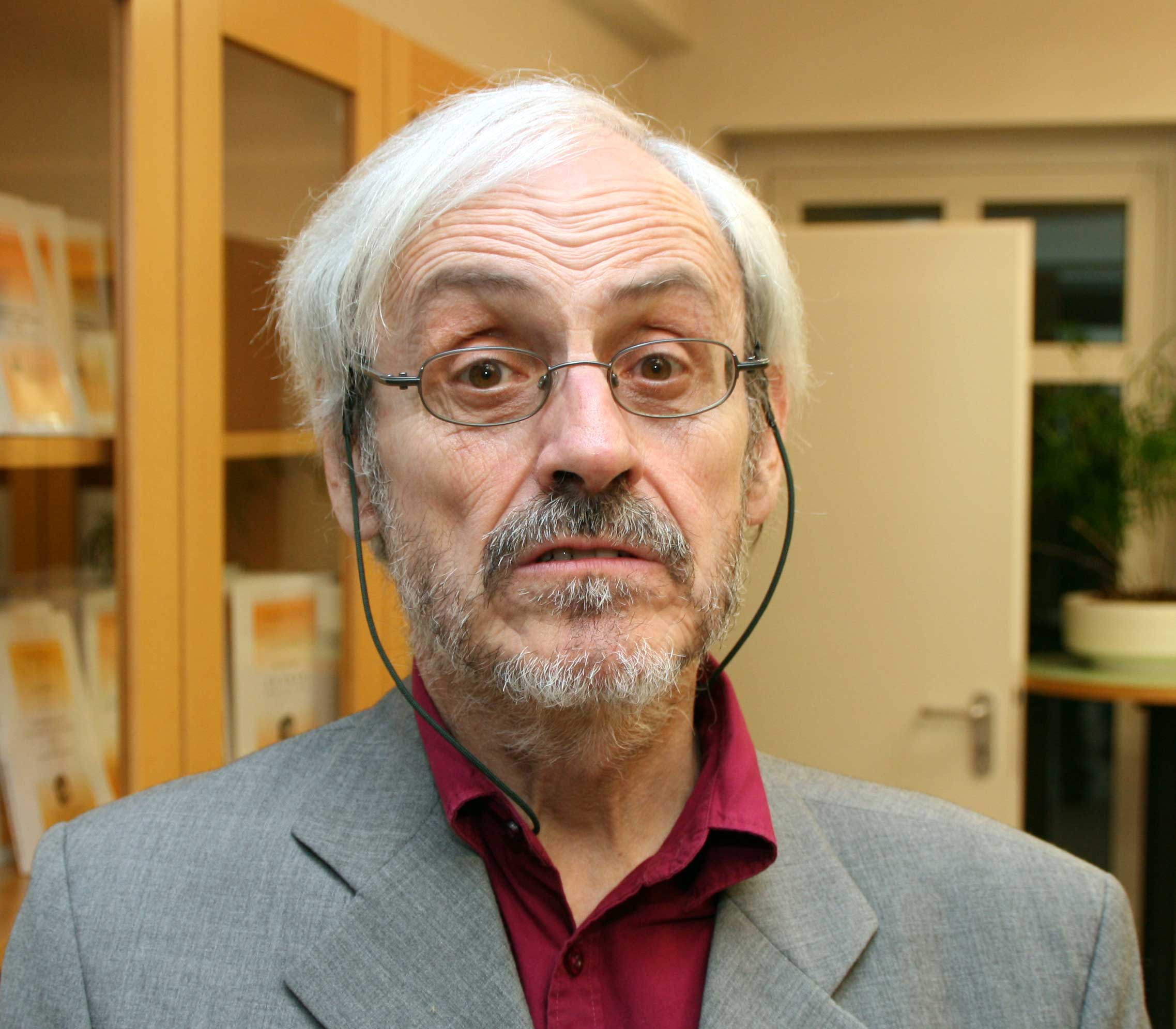
Jacques Wirion

Jacques Wirion (* 28. April 1944 in Luxemburg) ist Aphoristiker und Essayist.

## Biographie
Jacques Wirion wurde am 28. April 1944 in Luxemburg geboren. Von 1963 bis 1964 besuchte er die Cours supérieurs in Luxemburg, im Herbst 1964 begann er das Studium der Germanistik und Geschichte in Tübingen und wechselte 1967 nach Heidelberg.
Im Oktober desselben Jahres erwarb er das Doktorat der Philologie in Luxemburg und unterrichtete seither als Deutsch- und Geschichtslehrer an verschiedenen Lycées des Landes, zuletzt am Athenäum.
Von 2000 bis 2006 war er Vorsitzender des Luxemburger Deutschlehrerverbandes LGV (Lëtzebuerger Germanisteverband). Seit 1975 ist er verheiratet mit Josette Schmit und Vater dreier Kinder (François, Michèle und Marie).

## Werke
Seit 1974 ist Jacques Wirion Mitarbeiter von verschiedenen Luxemburger Zeitungen und Zeitschriften (Lëtzebuerger Land, Escher Tageblatt, Galerie, Nos cahiers…). Seitdem publiziert er Aphorismen, aber auch Essays und Vorträge über literarische und philosophische Themen.

### Weitere Veröffentlichungen
- Stern 31. Mai 1978, 29. November 1979 (Aphorismen)
- Neue Deutsche Hefte 1984 (Aphorismen)
- Das Gedicht / Zeitschrift für Lyrik, Essay und Kritik / Nr 4/Oktober 1996 (Limericks)

### Bücher
- „Saetzlinge“ Aphorismen – Mit Zeichnungen von diti (F. Didier) und zwei Nachworten von Goethe – Editions PHI, Echternach, 1993 – ISBN 3-88865-110-7.
- „Der Augenblick schwebt über dem Fluß“ Essay – Editions PHI, Echternach, 1999 – ISBN 3-88865-175-1.
- „Sporen“ Aphorismen – Mit einem Vor- und einem Nachwort des Autors – Verlag OP DER LAY, Esch/Sauer, 2005 ISBN 2-87967-120-5
- „Unglaubensgespräch“ (Vom Nutzen und Nachteil der Religion für das Leben) – C.H. Beck, München, 2005 (Zusammen mit dem Germanisten, Thomas-Mann-Forscher und Kirchenliedforscher Hermann Kurzke) ISBN 3-406-53487-2
- „Hirnflöhe“ Aphorismen – Mit Zeichnungen von diti (F. Didier) und einem Nachwort von Friedemann Spicker – Editions PHI, Esch/Alzette, 2006 – ISBN 2-87962-216-6
- „Häretismen“ Aphorismen – Mit Zeichnungen von diti (F. Didier) – Amis du Musée de l'Imprimerie / Kulturhuef Grevenmacher, 2014 ohne ISBN

## Auszeichnungen
- Prix du Concours Littéraire 1978 (Droits de l'Homme)
- 1er Prix du Concours Littéraire National 1998 (Essay)
- Mention au Concours National de Littérature 2000 (Libertés)